# Elisa Maĸe
Elisa Gerda Kúkarnâĸ Maĸe [eˈliːsa ˈgɛɐ̯da ˌkukːɑˈnɑː(q) anˈdʁɛ:asn̩ mɑˈqi] (reformierte Schreibweise Elisa Gerda Kukkarnaaq Maqi; geb. Andreassen; * 16. Februar 1916 in Kuummiit; † Herbst 2007) war eine grönländische Schriftstellerin und Sozialarbeiterin.

## Leben
Elisa wurde als Tochter des Künstlers Kârale Andreassen (1890–1934) und seiner Frau, der Hebamme Johanne Kalia (1898–1973) in Kuummiit geboren. Sie wurde nach ihrer Großmutter väterlicherseits benannt. Ihr Vater hatte im Jahr vor ihrer Geburt Kuummiit als Missionsplatz gegründet. Am 21. September 1947 heiratete sie den Jäger William Jakob Maĸe (1917–1986), Sohn von Robert und Aline, mit dem sie die Kinder Janus (* 1950), Arnaq (* 1951), Karoline (* 1952), Richardt (* 1953), Bajaat (* 1954) und Ulla (* 1956) hatte. Sie hatte bereits vor der Ehe die beiden unehelichen Kinder Kaarale (* 1939) und Anders (* 1944).
1933 reiste sie mit ihrer Familie nach Kopenhagen, um am Film Palos Brautfahrt mitzuwirken. Sowohl Knud Rasmussen, der das Drehbuch schrieb, als auch Elisas Vater starben während der Dreharbeiten und Elisa kehrte schließlich nach Kuummiit zurück. 1937 zog sie erneut nach Dänemark, wo sie als Kinderkrankenschwester in Fuglebakkens Børnehospital arbeitete. Danach war sie Hebamme im Rigshospitalet un kehrte anschließend erneut in ihre Heimat zurück, wo sie bis 1950 im Krankenhaus in Tasiilaq arbeitete. Danach arbeitete sie zehn Jahre lang für die Gemeinde Ammassalik als Sozialhelferin. Schließlich arbeitete sie bis 1991 in einer Näherei als Beraterin für Fellverarbeitung, bevor sie 75-jährig in Rente ging.
Elisa Maĸe galt als Expertin für ostgrönländische Traditionen und Sprache. Gemeinsam mit der französischen Ethnografin Catherine Enel verfasste sie 1994 ein durch ihre eigenen jungen Jahre inspiriertes Buch über die ostgrönländische Kindheit. Weitere behandelten das Handwerk der Frauen im Torfhaus- und Zeltbau. Sie war seit 1958 Gründungsmitglied des Blauen Kreuzes in Tasiilaq sowie Gründerin und Erstvorsitzende der Frauenvereinigung der Stadt, aus der sie jedoch bald wieder austrat. Anschließend gründete sie das Kinderheim Armangivat und begründete so eine Zusammenarbeit u. a. mit Save the Children.
Am 21. Juni 1989 erhielt sie den Nersornaat in Silber für ihr jahrelanges Engagement. Sie starb im Herbst 2007 im Alter von 91 Jahren.

## Werke
- 1993: Elisa Maqe-p oqaluttuarai ammit pissamaatit („Elisa Maĸe erzählt über Haut und Vorrat“)
- 1993: Elisa Maqe-p oqaluttuarai illutoqqat tupitoqqat („Elisa Maĸe erzählt über das traditionelle Haus und Zelt“)
- 1994: Tunumiit mersertini oqalittuaat („Ostgrönländische Kinderabenteuer“)